# Raoul de Presles

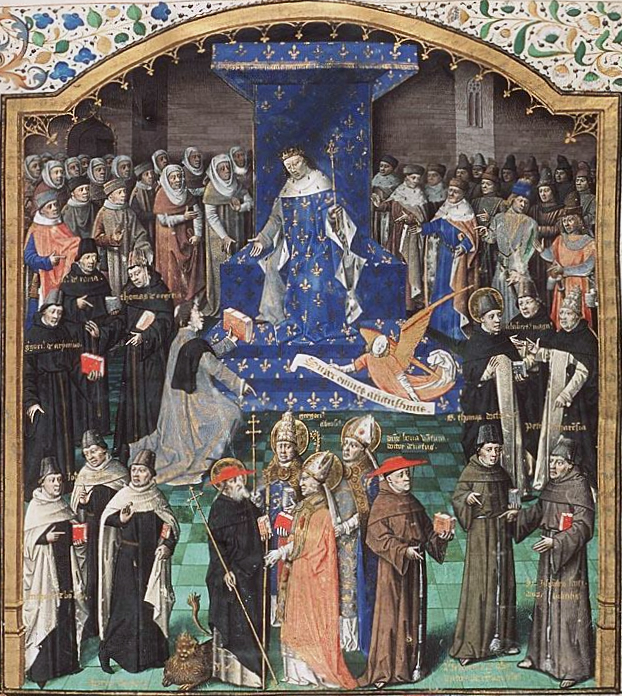
Raoul de Presles biedt een werk aan aan Karel V van Frankrijk.

Raoul de Presles (1316 - Parijs, 10 november 1382) was een raadgever van koning Karel V van Frankrijk. Hij werd vooral bekend door zijn politieke en religieuze werken.

## Levensloop
Vader de Presles was advocaat in Parijs. Raoul de Presles studeerde rechten aan de universiteit van Orléans. Terug in Parijs werkte hij op de Grand Châtelet in Parijs, een rechtbank. Meer en meer vertoefde hij in hofkringen rond koning Karel V, koning van Frankrijk. Hij werd een van zijn naaste medewerkers, naast Nicolaas van Oresme en Philippe van Mézières. De Presles had een voorliefde voor de Grieks-Romeinse cultuur en talen.

## Werken
- Compendium morale de re publica (1363), wat hij schreef in het Latijn
- Discours de l’oriflamme (1369)
- Muse (circa 1370)
- Vertaling van De Civitate Dei van Augustinus van Hippo uit het Latijn naar het Frans. De Presles voegde er eigen commentaren aan toe in het Frans (1371-1375). Met deze vertaling maakte hij faam in heel Frankrijk.
- Hij begon aan een Bijbelvertaling van het Latijn naar het Frans, maar dit werk heeft hij nooit beëindigd.[1]

- Bibliothèque nationale de France: cb121375171 (data)
- Gemeinsame Normdatei: 119528983
- International Standard Name Identifier: 0000 0001 1583 9659
- Library of Congress Control Number: nr88002861
- Nationale Bibliotheek van Tsjechië: jo2015868955
- Nationale Bibliotheek van Israël: 987007461656205171
- Système universitaire de documentation: 029831458
- Virtual International Authority File: 46292
- WorldCat: E39PBJhMkrDybM7VvrDxyKHwG3